# Screamin' Jay Hawkins
Jalacy Hawkins (Cleveland, Ohio, 18 de julio de 1929 - Neuilly-sur-Seine, Francia, 12 de febrero de 2000), más conocido como Screamin' Jay Hawkins, fue un popular cantante afroamericano estadounidense. Obtuvo un importante éxito durante la explosión del rock a mediados de los años cincuenta. Conocido por sus circenses actuaciones y estética (en ocasiones macabra), grabó uno de los mayores éxitos de la época, I Put a Spell on You, en 1956.

## Biografía
Hawkins nació y creció en Cleveland, Ohio. Tenía tres hermanas mayores, pero su madre decidió ponerlo en acogida. Creció en la pensión que poseía su madre adoptiva. Hawkins Aprendió a componer música y a tocar el piano siendo niño en el conservatorio de Ohio.Y aprendió guitarra a los 20 años.
Su objetivo inicial era convertirse en cantante de ópera (Hawkins citó a Paul Robeson como su ídolo musical en entrevistas), pero cuando sus ambiciones iniciales fracasaron, comenzó su carrera como cantante y pianista de blues convencional. 
Tres meses después de que terminara la Segunda Guerra Mundial, abandonó la East Technical High School y se alistó en el US Army con un certificado de nacimiento falsificado (con 16 años). Estuvo destinado en Fort Bliss. Durante este tiempo, entretuvo a las tropas como parte de su servicio. Hawkins fue un ávido boxeador durante sus años en el circuito de boxeo del ejército estadounidense. Más tarde afirmó que ganó varios títulos de boxeo; sin embargo, no hay constancia de sus victorias. También contó a amigos y periodistas varias historias embellecidas sobre su asistencia a la Universidad de Yale y el Conservatorio de la Universidad de Cincinnati. Además, afirmó haber luchado en la Segunda Guerra Mundial y en la guerra de Corea y haber matado a combatientes enemigos.

## Trayectoria
Pese a que en un principio Hawkins quiso dedicarse a la ópera, esta ambición terminó por desaparecer y viró su carrera hacia el blues y la interpretación del piano. Se distinguió en el boxeo, llegando a ganar el Campeonato de Pesos Medios de Alaska en 1949. En 1951 se unió al guitarrista Tiny Grimes, con quien grabó algunos temas.
Su estética durante las actuaciones en solitario eran de lo más extravagantes. Su vestuario incluía pieles de leopardo, cuero rojo o atrevidos sombreros, lo que era todo un desafío a las convenciones sociales del momento, en la muy conservadora era Eisenhower.
En 1951, Screamin' Jay Hawkins comenzó su carrera interpretando voces y teclados para el guitarrista de Filadelfia Tiny Grimes, y posteriormente apareció en algunas de las grabaciones de Grimes. Cuando más tarde Hawkins se lanzó en solitario, su primer sencillo «Why Did You Waste My Time» fue interpretado con acompañamiento de la banda de Grimes. En 1956, Hawkins firmó con OKeh Records. Cuando Hawkins se convirtió en solista, solía actuar con un elegante vestuario de pieles de leopardo, cuero rojo y sombreros salvajes.

### «I Put a Spell on You»
La grabación de mayor éxito de Hawkins, «I Put a Spell on You» (1956), fue seleccionada como una de las 500 canciones que dieron forma al rock and roll del Salón de la Fama del Rock and Roll. Según la AllMusic Guide to the Blues, «Hawkins concibió originalmente la melodía como una balada refinada» Toda la banda estaba intoxicada durante una sesión de grabación en la que «Hawkins gritó, gruñó y gorgoteó la melodía con total abandono de borracho» La actuación resultante no fue una balada, sino un «tema crudo y gutural» que se convirtió en su mayor éxito comercial y que, según se dice, superó el millón de copias vendidas, aunque no consiguió entrar en el Billboard pop o R&B charts.
Poco después del lanzamiento de «I Put a Spell on You», el disc jockey de radio Alan Freed ofreció a Hawkins 300 dólares por salir de un ataúd en el escenario. Hawkins inicialmente declinó, al parecer diciendo «Ningún negro se mete vivo en un ataúd, ¡no esperan salir!» Sin embargo, más tarde cedió y pronto creó un estrafalario personaje escénico en el que las actuaciones comenzaban con el ataúd e incluían "trajes de oro y piel de leopardo y notables accesorios escénicos vudú, como su cráneo humeante en un palo -llamado Henry- y serpientes de goma". Estos accesorios sugerían el vudú, pero también se presentaban con tintes cómicos que invitaban a compararlos con «un Vincent Price negro». A pesar del éxito comercial del truco, Hawkins estaba resentido por el factor schlock que le hizo famoso. Le parecía explotador y creía que socavaba su sinceridad como vocalista y baladista. Al margen del éxito que supuso I Put a Spell on You, Hawkins tuvo algunos otros temas conocidos como Constipation Blues, Orange Colored Sky o Feast of the Mau Mau, aunque nunca lograron alcanzar la popularidad del primero.
Siguió haciendo giras y grabando durante las décadas de 1960 y 1970, sobre todo en Europa, donde fue muy popular. Hawkins publicó un sencillo de baladas convencionales en 1969, «Too Many Teardrops» y la canción de estilo hawaiano «Makaha Waves» en la otra cara.  En febrero de 1976, sufrió heridas en la cara al quemarse con uno de sus accesorios en llamas mientras actuaba con su guitarrista Mike Armando en el Virginia Theater de Alexandria, Virginia. Apareció interpretado (como él mismo) en la película biográfica de Alan Freed American Hot Wax en 1978. Posteriormente, el cineasta Jim Jarmusch incluyó «I Put a Spell on You» en la banda sonora -y en lo más profundo de la trama- de su película Stranger Than Paradise (1983), y luego dio el papel del propio Hawkins como empleado nocturno de un hotel en su película Mystery Train. Hawkins también tuvo papeles como actor en Perdita Durango de Álex de la Iglesia y en la adaptación de Bill Duke de Chester Himes A Rage in Harlem.
En 1983, Hawkins se trasladó a Nueva York. En 1984 y 1985, Hawkins colaboró con los rockeros de garaje the Fuzztones, dando como resultado el álbum Screamin' Jay Hawkins and the Fuzztones Live, grabado en Irving Plaza en diciembre de 1984. Actuaron en la película de 1986 Joey.
En 1990, Hawkins interpretó la canción «Sirens Burnin'», que apareció en la película de terror de 1990 Night Angel.
En julio de 1991, Hawkins publicó su álbum Black Music for White People. El disco incluye versiones de dos composiciones de Tom Waits: «Heartattack and Vine" (que, más tarde ese mismo año, se utilizó en un anuncio europeo de Levi's sin el permiso de Waits, lo que dio lugar a una demanda), y «Ice Cream Man» (original de Waits y no una versión del clásico de John Brim). Hawkins también versionó la canción de Waits «Whistlin' Past the Graveyard» en su álbum Somethin' Funny Goin' On. En 1993, su versión de «Heartattack and Vine» se convirtió en su único éxito en el Reino Unido, alcanzando el nº 42 en la lista de singles del Reino Unido. En 1993, Hawkins se trasladó a Francia.
Cuando Dread Zeppelin grabó su álbum «disco», It's Not Unusual en 1992, el productor Jah Paul Jo pidió a Hawkins que actuara como invitado. Interpretó las canciones «Jungle Boogie» y «Disco Inferno». También estuvo de gira con the Clash y Nick Cave durante este periodo, y no solo se convirtió en un fijo de los festivales de blues, sino que también apareció en muchos festivales de cine, incluido el estreno en el Festival de Cine de Telluride de Mystery Train.
Su single de 1957 «Frenzy» (que se encuentra en el recopilatorio de principios de los ochenta del mismo nombre) se incluyó en el CD recopilatorio Songs in the Key of X: Music from and Inspired by the X-Files, en 1996.  Esta canción apareció en el episodio de la segunda temporada de la serie «Humbug». También fue versionada por la banda Batmobile.
En 2001, el director y escritor griego Nicholas Triandafyllidis realizó el documental Screamin' Jay Hawkins: I Put a Spell on Me sobre varias etapas de su vida y carrera, incluyendo una filmación de su última actuación en directo, en Atenas el 11 de diciembre de 1999, dos meses antes de su muerte, tras una actuación el día anterior en Salónica. En el documental, artistas de la talla de Jim Jarmusch, Bo Diddley, Eric Burdon, Frank Ash, Arthur Brown y Michael Ochs hablan de los primeros años de Screamin' Jay Hawkins, de su personalidad y su carrera, y de su increíble talento.

## Vida personal
De 1962 a 1971, Hawkins vivió en Hawai. Regresó a Nueva York después de comprar una casa en Hawai y establecer su propia compañía editorial, sostenida por las regalías de covers de «I Put a Spell On You». Hawkins tuvo seis matrimonios; su última esposa tenía 31 años a su muerte. Su compañera de canto Shoutin' Pat Newborn le apuñaló de celos cuando se casó con Virginia Sabellona. Tuvo tres hijos con su primera esposa y afirmó en varias ocasiones tener 57 o 75 hijos en total. Tras su muerte, su amiga y biógrafa Maral Nigolian creó un sitio web para rastrear a estos hijos, identificando a 33, de los cuales al menos 12 se reunieron en un reencuentro en 2001.

### Muerte
Hawkins falleció tras ser operado de urgencia de un aneurisma el 12 de febrero de 2000 en Neuilly-sur-Seine, Francia, cerca de París, a los 70 años.

## Discografía

### Selección de sencillos
- 1956 "I Put a Spell On You" / "Little Demon" [OKeh 7072]
- 1957 "You Made Me Love You" / "Darling, Please Forgive Me" [OKeh 7084]
- 1957 "Frenzy" / "Person to Person" [OKeh 7087]
- 1958 "Alligator Wine" / "There's Something Wrong With You" [OKeh 7101]
- 1958 "Armpit #6" / "The Past" [Red Top 126]
- 1962 "I Hear Voices" / "Just Don't Care" [Enrica 1010]
- 1962 "Ashes" / "Nitty Gritty" w/ Shoutin' Pat (Newborn) [Chancellor 1117]
- 1966 "Poor Folks" / "Your Kind of Love" [Providence 411]
- 1970 "Do You Really Love Me" / "Constipation Blues" [Philips 40645]
- 1973 "Monkberry Moon Delight" / "Sweet Ginny" [Queen Bee 1313]

### Álbumes
- 1958 At Home with Screamin' Jay Hawkins (Okeh/Epic) - en otras ediciones se tituló como Screamin' Jay Hawkins y I Put a Spell on You
- 1965 The Night and Day of Screamin' Jay Hawkins (Planet) - también titulado In the Night and Day of Screamin' Jay Hawkins
- 1969 What That Is! (Philips)
- 1970 Because Is in Your Mind (Armpitrubber) (Philips)
- 1972 Portrait of a Man and His Woman (Hotline) -también titulado I Put a Spell on You y Blues Shouter
- 1977 I Put a Spell on You (Versatile—recordings desde 1966-76)
- 1979 Screamin' the Blues (Red Lightnin'--recordings from 1953-70)
- 1983 Real Life (Zeta)
- 1984 Screamin' Jay Hawkins and The Fuzztones Live (Midnight Records) - en vivo
- 1988 At Home with Jay in The Wee Wee Hours (Midnight Records) - en vivo
- 1988 Live & Crazy (Blue Phoenix) - en vivo
- 1994 " Somethin´ funny goin´on " (Demon Records Ltd)